# Sadeh (épouse de Montouhotep II)
Pour l’article homonyme, voir Sadeh.
Sadeh est une reine égyptienne, épouse de rang inférieur du roi Montouhotep II de la XIe dynastie. Sa tombe (DBXI.7) et sa petite chapelle décorée ont été retrouvées près du temple funéraire de son mari à Deir el-Bahari, derrière le bâtiment principal, ainsi que les tombes de cinq autres dames, Kaouit, Henhenet, Ashayet, Kemsit et Mayet. Elle et trois autres femmes parmi les six portaient des titres de reine, et la plupart d'entre elles étaient prêtresses d'Hathor. Il est donc possible qu'elles aient été enterrées là dans le cadre du culte de la déesse.
Ses titres étaient : « Épouse bien-aimée du roi » (ḥmt-nỉswt mrỉỉ.t=f), « Ornement unique du roi » (ẖkr.t-nỉswt wˁtỉ.t), « Prêtresse d'Hathor » (ḥm.t-nṯr ḥwt-ḥrw).